# Argile à blocaux

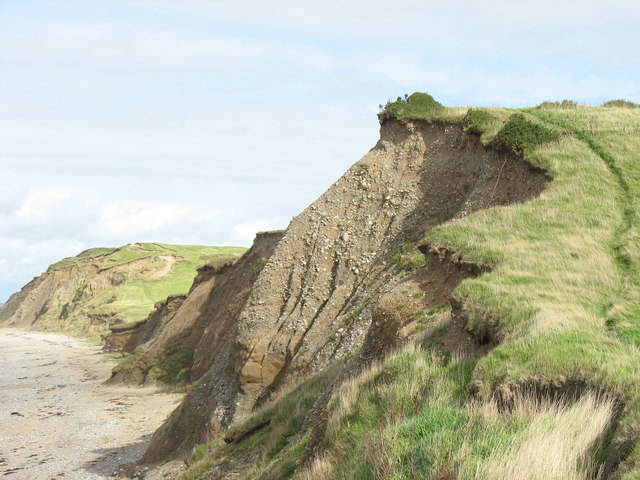
Argile à blocaux en Angleterre.

Une argile à blocaux est une masse d'argile contenant des cailloux de toutes formes disposés sans ordre provenant de la moraine terrestre des glaciers et des inlandsis partout où ils passèrent,. C'était le gisement typique de la période glaciaire en Europe du Nord et en Amérique du Nord.

## Description
L'argile en général est un limon plus ou moins fin raclé de la couche supérieure d'une roche ancienne par le mouvement d'un glacier. L’argile ainsi formée à partir de zones de grès est rouge, celle des roches carbonifères est souvent noire, celle du silurien peut être chamois ou grise et celle de la craie peut être assez blanche. L'argile à blocaux se distingue des autres argiles en ce sens qu'elle contient plus de rocs de toutes tailles. Elle est d'un gris bleuâtre jusqu'à ce qu'elle soit exposée aux intempéries, ce qui la transforme en une couleur brune.
L'argile à blocaux est classée dans un groupe de matériaux mal triés. Il s’agit généralement d’une argile dure dépourvue en général de stratification. Il forme parfois des masses lenticulaires de sable, de gravier ou de limon plus ou moins stratifiés. Les cailloux sont distribués irrégulièrement et leur taille varie de galets à des masses de plusieurs tonnes. S'il s'agit de roches dures, elles présentent souvent des rainures et des éraflures causées par le contact avec d'autres roches, alors qu'elles sont maintenues fermement dans la glace en mouvement du glacier. De par la nature des rochers contenus, il est souvent possible de retracer le chemin parcouru par le glacier disparu; ainsi, dans la dérive glaciaire de la côte est de l'Angleterre, de nombreux rochers scandinaves peuvent être identifiés.